# Saccopteryx
Saccopteryx (Illiger, 1811) è un genere di pipistrelli della famiglia degli Emballonuridi.

## Descrizione

### Dimensioni
Al genere Saccopteryx appartengono pipistrelli di piccole dimensioni, con lunghezza della testa e del corpo tra 35 e 52 mm, la lunghezza dell'avambraccio tra 35 e 51 mm, la lunghezza della coda tra 12 e 20 mm e un peso fino a 11 g.

### Caratteristiche craniche e dentarie
Il cranio presenta ossa pre-mascellari ben sviluppate, un processo post-orbitale lungo e largo e la scatola cranica solo leggermente più elevata rispetto al rostro, il quale ha la superficie dorsale appiattita e attraversata da un leggero solco longitudinale. I premolari anteriori superiori sono rudimentali.
Sono caratterizzati dalla seguente formula dentaria:

### Aspetto
Il colore del corpo varia dal grigio scuro al nerastro, con due linee longitudinali più chiare sul dorso, eccetto che in S.antioquensis e in S.gymnura dove sono indistinte od assenti. Sono presenti delle sacche alari all'altezza del gomito e sono aperte dorsalmente e sembrano essere più grandi nei maschi in attività riproduttiva. Le ali sono attaccate posteriormente in alcune specie sui metatarsi e in altre sulle caviglie. La coda, come negli altri Emballonuridi fuoriesce dall'uropatagio a circa metà della sua lunghezza e diviene libera.

## Distribuzione
Il genere è diffuso nell'America centrale e meridionale.

## Tassonomia
Il genere comprende 5 specie.
- Ali attaccate posteriormente alla base delle dita dei piedi. Strisce dorsali indistinte od assenti.

Saccopteryx antioquensis
Saccopteryx gymnura
- Ali attaccate posteriormente sulle caviglie. Strisce dorsali distinte.

Saccopteryx bilineata
Saccopteryx canescens
Saccopteryx leptura